# Wilhelm Theodor Elwert
Guillaume Theodor Elwert (né le 20 décembre 1906 à Stuttgart et mort le 12 février 1997 à Mayence) est un romaniste, érudit littéraire et linguiste allemand.

## Biographie
W. Theodor Elwert passe son enfance en Italie. En 1915, il arrive en Empire allemand. Elwert étudie les langues romanes et l'anglais à l'Université de Lausanne avec René Bray, Pierre Gillard, René Papin, à l'Université de Fribourg avec Hanns Heiß (de), Philipp August Becker, Heinrich Kuen (de) et à l'Université Louis-et-Maximilien de Munich avec Max August Förster, Karl Vossler et Hans Rheinfelder (de).
Après avoir été lecteur à Pise et avoir travaillé à la Biblioteca Hertziana de Rome, il obtient son doctorat en 1934 sous la direction de Vossler avec une étude inspirée par Heiß sur la conception de l'histoire et la technique narrative dans les romans historiques de F.D. Guerrazzi (Halle 1935) et passa son habilitation en 1941 sous la direction de Gerhard Rohlfs sur le dialecte de Fassa-Tal (Heidelberg 1943). Elwert rejoint le groupe local de Livourne du NSDAP/AO (de) en 1934. Alors qu'il travaille à Rome à l'Institut empereur-Guillaume pour les études culturelles, il devient administrateur de bloc pour le parti sous la direction du directeur de l'Institut Werner Hoppenstedt (de).
Depuis 1953, Elwert enseigne la philologie romane à l'université de Mayence en tant que professeur titulaire, succédant à Eugen Lerch, où il prend sa retraite en 1974. Entre autres, il publie des études sur la littérature italienne, française et provençale, notamment de la Renaissance et du baroque, ainsi que sur la théorie des vers français et italiens.

## Éditions
- Die Mundart des Fassa-Tals. (Ladinische Sprache) Winter, Heidelberg 1943, 2. Auflage. 1972
- Studi di letteratura veneziana. 1958.
- Das zweisprachige Individuum. Ein Selbstzeugnis. Mainz 1959 (= Abhandlungen der geistes- und sozialwissenschaftlichen Klasse der Akademie der Wissenschaften und der Literatur in Mainz. Jahrgang 1959, Nr. 6)
- Die französische Metrik. München 1961, 4. Auflage. 1978 (frz. Ausgabe Paris 1965)
- La poesia lirica italiana del seicento. 1967.
- Die italienische Metrik. München 1968 (it. Ausgabe Firenze 1973), 2. Auflage. 1984.
- Studien zu den romanischen Sprachen und Literaturen. Steiner, Stuttgart
  - Aufsätze zur italienischen Lyrik. Band I. 1968.
  - Italienische Dichtung und europäische Literatur. Teil 1. Band II. 1969.
  - Saggi di letteratura italiana. Band III. 1970.
  - Die Mundart des Fassa-Tals. Band V.
  - Italienische Dichtung und europäische Literatur. Teil 2. Band VII.
  - Sprachwissenschaftliches und Literarhistorisches. Band VIII.
- Die romanischen Sprachen und Literaturen. Beck, München 1979  (ISBN 3-406-05721-7).
- Die italienische Literatur des Mittelalters. Dante, Petrarca, Boccaccio.  Francke, München 1980  (ISBN 3-7720-1296-5).